# Authaemon poliophora
Authaemon poliophora là một loài bướm đêm trong họ Geometridae.